# Lords Mobile
Lords Mobile là một trò chơi điện tử do IGG phát triển và phát hành, hiện có sẵn để tải xuống trên Android, iOS và Steam. Trò chơi được chơi miễn phí và cung cấp giao dịch mua trong ứng dụng. Theo App Annie, trò chơi là một trong những ứng dụng (chiến lược) có doanh thu cao nhất trên App Store (iOS) và Google Play.  Mô tả chính thức của trò chơi nói rằng nó có hơn 200 triệu người chơi trên khắp thế giới.
Năm 2016, Lords Mobile đã giành được Giải thưởng Google Play cho "Trò chơi cạnh tranh hay nhất", đến năm 2017, nó đã được đề cử cho "Trò chơi nhiều người chơi hay nhất" và được Google gọi là "Trò chơi xuất sắc của Android".

## Lối chơi
Các chế độ
Trò chơi kết hợp nhập vai, chiến lược thời gian thực và cơ chế xây dựng thế giới. Lối chơi của nó bao gồm một số chế độ chơi, trong đó đáng chú ý nhất là các trận chiến PVP. Người chơi phát triển căn cứ của riêng mình và xây dựng quân đội để tấn công căn cứ của kẻ thù, phá hủy chúng, chiếm đoạt tài nguyên và bắt giữ các thủ lĩnh của kẻ thù. Thông thường, người chơi chỉ có thể tấn công kẻ thù từ vương quốc của mình, nhưng trong Chiến tranh Vương quốc (KvK), tất cả các máy chủ (không bao gồm máy chủ mới) đều được mở để tấn công. Người chơi có thể tấn công quái vật và trùm thế giới khác (Quỷ hắc ám) xuất hiện định kỳ trên bản đồ vương quốc để lấy tài nguyên từ chúng. Ngoài các cuộc tấn công thông thường, người chơi có thể tham gia các cuộc thi, mục đích là chiếm một vị trí trên bản đồ, kiếm tiền thưởng cho bản thân hoặc bang hội mà họ là thành viên.
Trò chơi cũng có một số chế độ chơi bổ sung:
- Sàn đấu anh hùng (PvE): người chơi chiến đấu thông qua một loạt thử thách bằng cách sử dụng các Anh hùng độc nhất. Hoàn thành các màn chơi có thể kiếm cho người chơi Anh hùng mới, kinh nghiệm Anh hùng và nguyên liệu cho trang bị Anh hùng. Chế độ gồm có 8 chương và có 2 độ khó: thường và ưu việt, người chơi sẽ được nhận phần thưởng đặc biệt sau khi hoàn thành một chương nhất định.
- Đấu trường (PvP): người chơi chọn tối đa năm Anh hùng và chiến đấu chống lại các Anh hùng được chọn trước của người chơi khác. Chiến thắng sẽ giúp tăng kinh nghiệm Anh hùng tiến lên vị trí cao hơn trên bảng xếp hạng củaĐấu trường. Đơn vị tiền tệ cao cấp của trò chơi là đá quý, được trao cho người chơi dựa trên thứ hạng của họ.
- Mê hồn trận (PvE): người chơi có thể thách đấu quái vật bằng cách sử dụng ngôi sao thánh (có được khi mua ở cửa hàng hoặc sự kiện đặc biệt) để nhận nhiều tài nguyên và vật phẩm tăng tốc. Đôi khi, người chơi có thể kiếm được giải độc đắc là đá quý.
- Vương quốc kho báu (PvE): người chơi sử dụng xu may mắn (có được khi mua ở cửa hàng hoặc sự kiện đặc biệt) để gieo xúc xắc và di chuyển về phía trước cho đến khi họ đến cuối bản đồ. Người chơi nhận được các tài nguyên, vật phẩm khác nhau và thậm chí cả rương trên đường đi và một con Quái dát ngọc ở cuối đường họ có cơ hội giành được giải độc đắc là đá quý.

Các cuộc tấn công và phòng thủ trong trò chơi đòi hỏi tư duy chiến thuật và chiến lược phát triển. Người chơi không chỉ biết nên đưa anh hùng nào vào trận chiến, trang bị gì để mặc mà còn có thể đưa ra quyết định nhanh chóng tương quan với tình hình hiện tại. Việc nắm bắt các địa điểm (ví dụ: kỳ quan, pháo đài) đòi hỏi ở nhiều khía cạnh hành động phối hợp của một số người chơi trong một bang hội.
Bang hội
Người chơi có thể tham gia hoặc tạo bang hội để hợp tác với những người chơi khác bất kể vị trí. Các đồng minh có thể hỗ trợ đồng minh của họ trong thời gian xây dựng nghiên cứu. Họ cũng có thể kiếm phần thưởng cho đồng minh của mình bằng cách đánh bại quái vật trên bản đồ vương quốc và mua hàng trong trò chơi.
Mỗi bang hội có một thủ lĩnh (hạng 5), người có thể chỉ định thứ hạng và vị trí của các thành viên bang hội (từ hạng 1 đến hạng 4). Các bang hội có các thành viên hạng 4 có nhiệm vụ khác nhau tùy thuộc vào bang hội, nhưng thường liên quan đến việc xóa các nhiệm vụ Đại hội bang phái (xem mục Đại hội bang phái) của bang hội và cho phép thành viên vào và rời khỏi bang hội. Thứ hạng của các thành viên từ vị trí hạng 5 (chỉ riêng bang chủ) đến hạng 1 (thấp nhất).
Đại hội bang phái
Đại hội bang phái là một sự kiện định kỳ diễn ra ngay sau sự kiện Chiến tranh vương quốc (KvK). Trong suốt sự kiện kéo dài một tuần, người chơi chọn nhiều nhiệm vụ khác nhau để hoàn thành, từ thu thập tài nguyên ở các bãi tài nguyên, nhận được tinh hoa hắc ám cấp 19 trở lên từ Quỷ hắc ám (điều này chỉ nên được chọn nếu người chơi là thành viên hạng 3 không có cơ hội thực sự có được giúp chiến thắng Quỷ hắc ám), huấn luyện quân đội, hoàn thành Sự kiện địa ngục/solo,... Cuối cùng, bang hội đó sẽ được trao giải thưởng sau khi tham gia Lễ Đại hội bang phái. Tuy nhiên, giá trị tiền tệ của những phần thưởng miễn phí này không tương quan với số tiền mà người chơi có thể phải chi để đạt được số điểm yêu cầu tối thiểu của họ.
Nhân vật anh hùng
Lords Mobile có hơn 50 nhân vật được gọi là Anh hùng.  Chúng được chia thành ba loại: sức mạnh (strength-STR), nhanh nhẹn (agility-AGI) (hoặc Khéo léo (dexterity-DEX)) và thông minh (intelligence-INT). Tất cả các Anh hùng đều là duy nhất với các kỹ năng, thuộc tính, thiết kế và bối cảnh khác nhau. Chiến lược của trò chơi giả định nhu cầu cải thiện các nhân vật này và chỉ huy các loại quân khác nhau (bộ binh, tầm xa, kỵ binh, máy ném đá) để tấn công bất kỳ vị trí và trật tự nào trên các mục tiêu. Các anh hùng bổ sung (kể cả mới nhất) có sẵn thông qua các gói mua hàng trong trò chơi trong khi các anh hùng đầu tiên đều có sẵn bằng cách hoàn thành Sàn đấu anh hùng hay các sự kiện đặc biệt, các anh hùng còn lại là bổ sung (kể cả mới nhất) có sẵn thông qua các gói mua hàng trong trò chơi.

## Phát hành và tiếp thị

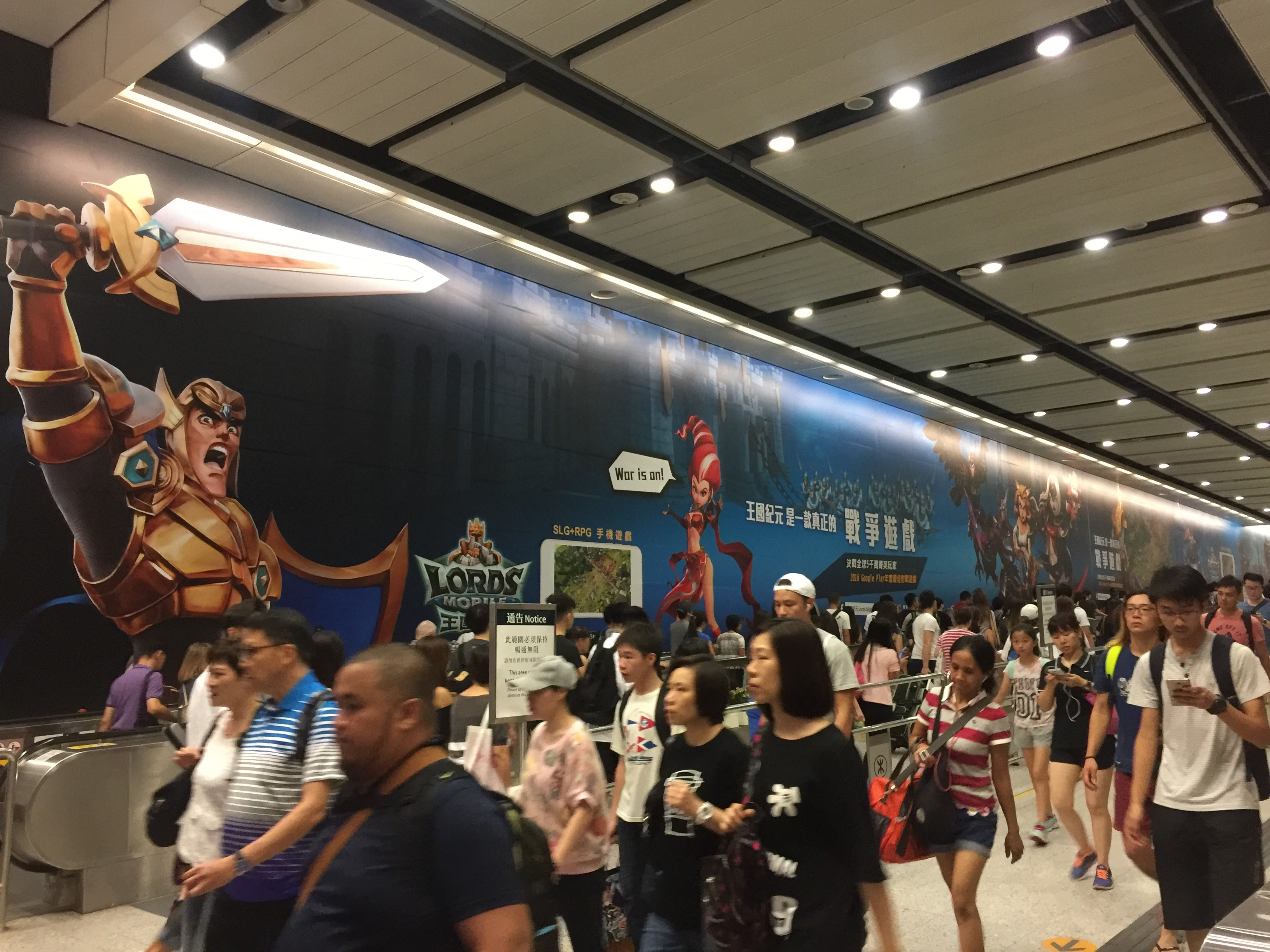
Banner quảng cáo Lords Mobile tại sân ga tàu điện ngầm ở Hồng Kông (2017).

Nhà phát hành của trò chơi (IGG) tiến hành các chương trình khuyến mãi lớn ở các khu vực khác nhau trên thế giới (đặc biệt là ở Trung Quốc và Nam Á): các hình thức tiếp thị đa dạng từ việc hợp tác với chuỗi siêu thị (tiêu biểu như Indomaret ở Indonesia) để mời các Youtuber nổi tiếng (tiêu biểu như Caster Wars ở Thái Lan) và các ngôi sao làm đại diện. Người nổi tiếng chứng thực đáng chú ý nhất của trò chơi là nữ ca sĩ Thái Y Lâm, nữ diễn viên Song Ji-hyo, diễn viên hài Daisuke Miyagawa, thần tượng áo tắm Rio Uchida.

## Đón nhận
Trong bài đánh giá của Tom Chirstiansen trên Gamezebo, Tom đã chỉ ra rằng anh hầu như không hiểu hết phần giới thiệu của trò chơi. ("Loại việc vặt này là điển hình (mặc dù ở mức độ thấp hơn) trong nhiều trò chơi chiến lược trên thiết bị di động, nhưng Lords Mobile đã đưa nó đến mức cực đoan"). Tom gọi "ân sủng cứu rỗi" là chế độ PvE trong đó người chơi có thể điều khiển các Anh hùng trong thời gian thực và tung ra các kỹ năng. Tuy nhiên, phần còn lại của trò chơi đối với anh ấy dường như là một công việc thường ngày, từ đó Tom mong muốn nhà phát triển loại bỏ nó.

## Giải thưởng
| Năm  | Giải thưởng             | Hạng mục                           | Kết quả   |
| ---- | ----------------------- | ---------------------------------- | --------- |
| 2016 | Giải thưởng Google Play | Trò chơi cạnh tranh hay nhất       | Đoạt giải |
| 2017 | Giải thưởng Google Play | Không có                           | Đề cử     |
| 2017 | Giải thưởng Google Play | Trò chơi nhiều người chơi hay nhất | Đoạt giải |